# Fernando de la Rúa

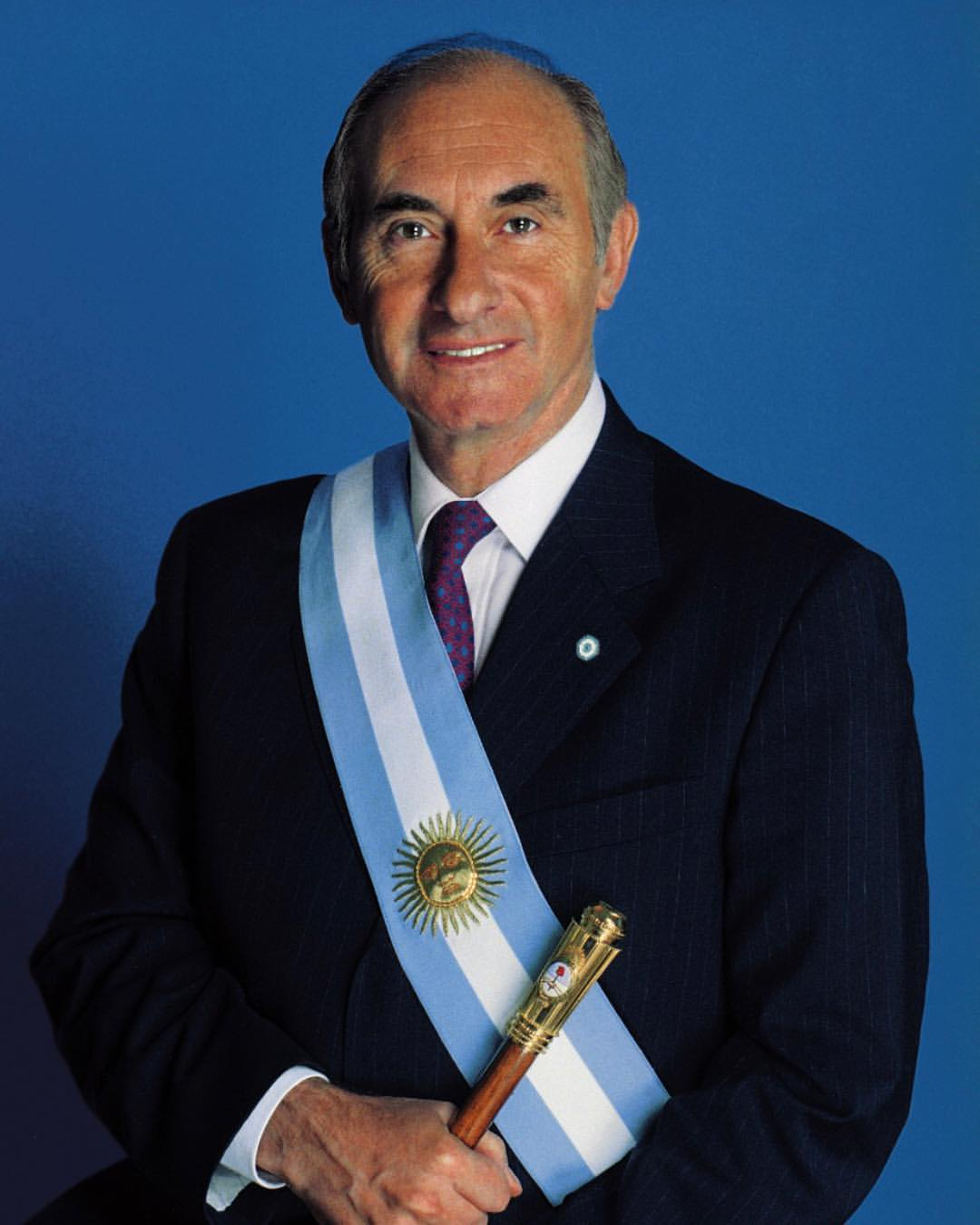
Fernando de la Rúa, 1999

Fernando de la Rúa Bruno ([feɾˈnando ðe la ˈrua] ; * 15. September 1937 in Córdoba, Argentinien; † 9. Juli 2019 in Buenos Aires) war ein argentinischer Politiker der Partei Unión Cívica Radical (UCR) und vom 10. Dezember 1999 bis zum 21. Dezember 2001 Präsident von Argentinien. Er war Präsident während der argentinischen Finanzkrise von 2001.

## Werdegang
De la Rúa studierte und promovierte in Rechtswissenschaften an der Universidad Nacional de Córdoba. Er trat als junger Mann der Unión Cívica Radical bei und war von 1963 bis 1966 Mitarbeiter im Innenministerium während der Präsidentschaft Arturo Illias. 1973 wurde er als Vertreter der Stadt Buenos Aires in das argentinische Oberhaus (Senado) gewählt. Im gleichen Jahr kandidierte er als Vizepräsident in der Wahlformel Ricardo Balbín / Fernando de la Rúa, war jedoch Juan Perón / María Estela Martínez de Perón unterlegen. Nach dem Militärputsch 1976 verlor er seinen Sitz im Senado und arbeitete in der Folge als Anwalt. Nach dem Ende der Militärdiktatur war de la Rúa von 1983 bis 1989 sowie von 1993 bis 1996 erneut Abgeordneter des Senados. 1996 wurde er zum Bürgermeister und Regierungschef von Buenos Aires gewählt. Dieses Amt übte er bis zu seiner Präsidentschaft aus.

## Präsidentschaft
De la Rúa trat bei den Präsidentschaftswahlen 1999 mit einer Mitte-links-Koalition an und konnte die peronistische Regierung ablösen. Er wurde mit 48,5 % der Stimmen vor Eduardo Duhalde von der Justizialistischen Partei (Peronisten) gewählt und trat am 10. Dezember 1999 das Amt an.
Die ohnehin schon angeschlagene wirtschaftliche Situation Argentiniens verschlechterte sich in den Jahren seiner Präsidentschaft weiter. De la Rúa übernahm hohe Auslandsschulden seines Vorgängers Carlos Menem und hatte durch die US-Dollar-Parität des Argentinischen Peso wenig Handlungsspielraum. De la Rúa versuchte die Staatsausgaben zu senken, ohne damit der Wirtschaft einen nennenswerten Aufschwung zu verschaffen. In seiner Koalition gab es immer wieder Spannungen, die Minister wurden häufig ausgetauscht. Das wichtige Wirtschaftsressort übernahm am 20. März 2001 mit Domingo Cavallo ein ehemaliger Peronist und Vater der 1:1-Bindung an den US-Dollar. Dieser fühlte sich auf dem Höhepunkt der Argentinien-Krise Ende 2001 genötigt, alle Bankkonten einzufrieren („Corralito“), was einen Sturm der Empörung in der Bevölkerung auslöste, der seinen Ausdruck vor allem in den Cacerolazos (gemeinschaftliches lautes Schlagen mit einem Kochlöffel auf einen Kochtopf) und der Arbeitslosenbewegung, der Piqueteros (in Dachverbänden organisierter Arbeitsloser), fand. Darüber hinaus gab es Ende 2001 massenweise Plünderungen in und um Buenos Aires durch Arbeitslose. De la Rúa trat am 21. Dezember 2001 von seinem Amt zurück, nachdem in den Tagen zuvor mehr als 27 Menschen in gewaltsamen Ausschreitungen zwischen Demonstranten und der Polizei ums Leben gekommen waren. Er flüchtete per Helikopter. Tage später verkündete Argentinien seine Zahlungsunfähigkeit.

## Nach der Präsidentschaft
Nach seiner Präsidentschaft zog sich de la Rúa aus der Politik zurück. 2012 wurde er wegen einer Bestechungsaffäre während seiner Präsidentschaft angeklagt. 2013 wurde er jedoch freigesprochen.

## Sonstiges
Sein Sohn, der 1973 geborene Jurist Antonio de la Rúa, war zwischen 2000 und 2010 der Lebensgefährte der kolumbianischen Sängerin Shakira.

## Belege
1. ↑  Murió el expresidente Fernando de la Rúa. 9. Juli 2019, abgerufen am 9. Juli 2019 (spanisch).
2. 1 2 3 4 5 6  Argentinidad – Fernando De La Rua. 5. März 2016, archiviert vom Original (nicht mehr online verfügbar) am 5. März 2016; abgerufen am 16. Mai 2019.  Info: Der Archivlink wurde automatisch eingesetzt und noch nicht geprüft. Bitte prüfe Original- und Archivlink gemäß Anleitung und entferne dann diesen Hinweis.
3. 1 2  Argenpress.info – Perfil de: Fernando de la Rúa – 11 / 7 / 2002. 11. Juli 2002, archiviert vom Original am 11. Juli 2002; abgerufen am 16. Mai 2019.  Info: Der Archivlink wurde automatisch eingesetzt und noch nicht geprüft. Bitte prüfe Original- und Archivlink gemäß Anleitung und entferne dann diesen Hinweis.
4. ↑  Wirtschaftskrise: Argentiniens Präsident de la Rúa zurückgetreten. ISSN 0174-4909 (faz.net [abgerufen am 16. Mai 2019]).
5. ↑  Evolución de la Deuda Externa Argentina. 28. März 2008, archiviert vom Original am 28. März 2008; abgerufen am 16. Mai 2019.  Info: Der Archivlink wurde automatisch eingesetzt und noch nicht geprüft. Bitte prüfe Original- und Archivlink gemäß Anleitung und entferne dann diesen Hinweis.
6. ↑  En el ojo de la tormenta. 14. November 1999, abgerufen am 16. Mai 2019 (spanisch).
7. ↑  Clarín.com: Anuncian la poda salarial para 140.000 estatales. Abgerufen am 16. Mai 2019 (spanisch).
8. ↑  Clarín.com: De la Rúa completó los cambios en el Gobierno. Abgerufen am 16. Mai 2019 (spanisch).
9. ↑  Argentinien: Die Wirtschaftskrise von 2001. 18. Juli 2018, abgerufen am 16. Mai 2019.
10. ↑  Argentiniens Präsident de la Rúa zurückgetreten, faz.net, 21. Dezember 2001. Abgerufen am 27. April 2012.
11. ↑  Staatsbankrott - Flucht mit dem Hubschrauber. Abgerufen am 16. Mai 2019.
12. ↑  Argentiniens Ex-Präsident De la Rua vor Gericht – derStandard.at. Abgerufen am 16. Mai 2019 (österreichisches Deutsch).
13. ↑  Absuelven al expresidente argentino De la Rúa en juicio por supuestos sobornos. In: CNN. 23. Dezember 2013, abgerufen am 16. Mai 2019 (europäisches Spanisch).
14. ↑  Bestechungsfall: Gericht spricht Argentiniens Ex-Präsidenten frei. Abgerufen am 17. Mai 2019.
15. ↑  n-tv NACHRICHTEN: Ex-Freund verklagt Shakira. Abgerufen am 16. Mai 2019.

| Vorgänger         | Amt                                 | Nachfolger   |
| ----------------- | ----------------------------------- | ------------ |
| Carlos Saúl Menem | Präsident von Argentinien 1999–2001 | Ramón Puerta |

| Personendaten    | Personendaten                                                          |
| ---------------- | ---------------------------------------------------------------------- |
| NAME             | Rúa, Fernando de la                                                    |
| KURZBESCHREIBUNG | argentinischer Politiker und war Präsident von Argentinien (1999–2001) |
| GEBURTSDATUM     | 15. September 1937                                                     |
| GEBURTSORT       | Córdoba, Argentinien                                                   |
| STERBEDATUM      | 9. Juli 2019                                                           |
| STERBEORT        | Buenos Aires                                                           |